# افسانه‌های نیاهندواروپایی
افسانه‌های نیاهندواروپایی مجموعه اعتقاداتِ مردم نیاهندواروپایی هستند. اگرچه شواهد مستقیمی از وجود چنین دینی در دست نیست، پژوهشگران با بررسی اشتراکات اعتقادی، اسطوره‌شناسی و خداشناسی ملل هندواروپایی‌زبان، به بازسازی آن دست زده‌اند. مهمترین نظریه‌ای که در این‌باره و با مقایسه اساطیر حاصل‌شده، نظریه سه‌شخصیت ژرژ دومزیل است.

## خدایان
از راه بررسی‌های زبان‌شناسانه، نام برخی از خدایان در زبان نیا-هندواروپایی بازسازی شده‌است:
- خدا در این زبان *deiwos خوانده می‌شده‌است، هم‌ریشه با دیو در فارسی، daeva اوستایی، در زبان هیتی sius، در لاتین deusو divus، در سانسکریت deva و ...
- دیئوس پیتر (*Dyēus Ph2tēr) به معنای پدر آسمانی، رئیس خدایان هندواروپایی، بعدها متجلی در زئوس یونانی و ژوپیتر رومی، در سانسکریت دیائوس پیتا
- *Plth2wih2، به معنای فرد پهن، خدای مادینه سرزمین‌های پهناور، برابر با پریثوی سانسکریت و للوانی الهه هیتی
- پرکوونُس(*Perkwunos)، به معنای ضربه‌زن، بازسازی شده از پرون اسلاوی، فیورگون نورس (بعدها ثور، و ...
- *H2eus(os)، زن‌خدای سپیده‌دم، متجلی در ائوس یونانی و آورورا رومی، آستقیک ارمنی و ...
- *PriHeh2، به معنای دوست، الهه عشق، برابر با فریگ و فریا در نورس باستان، priyeی اسلاوی و puruی هیتی
- *Deh2nu-، زن‌خدای رود، برابر با دنوی سانسکریت و دانوی ایرلندی و ...نام رودهای چندی چون دنیپر، دن، دانوب و ... مرتبط با این الهه است.
- ولنُس (*Welnos)، بازسازی شده از روی ولس اسلاوی، احتمالاً مرتبط با وارونای سانسکریت و...
- توأمان الهی، امتداد یافته در اشوین‌های سانسکریت
- خدای آب یا دریا
- ایزدان خورشید و ماه
- *Peh2uson، خدای چوپانان، بازسازی‌شده از روی پان یونانی و فانوس و پشوپتی سانسکریت
- شماری ایزدان مربوط به روح طبیعت، مشابه ساتیر یونانی و نیمف رومی-یونانی و...
- زن‌خدایان مرتبط با سرنوشت